# Club Náutico de Ciudadela
El Club Náutico de Ciudadela (Club Nàutic Ciutadella en catalán) es un club náutico español ubicado en Ciudadela, en la isla de Menorca (Baleares).

## Historia
Se fundó el 12 de abril de 1923 para promocionar los deportes náuticos, comenzando por la vela, a la que siguieron las secciones de natación, piragüismo, pesca deportiva y submarinismo.
Actualmente cuenta con seis secciones:
- Vela Ligera
- Vela Crucero
- Escafandrismo
- Piragüismo
- Pesca Submarina
- Pesca Recreativa

Cuenta con 71 amarres de base y 39 amarres para embarcaciones en tránsito y explota el servicio de gasolinera.

## Regatas
Ha organizado el Campeonato de España de la clase Snipe en 1977 y 2016; la Copa España de la clase Optimist en 1978, 1990 y 1996; el Campeonato del Mundo Juvenil de Snipe en 1980; el Campeonato de España de Cruceros Mediterráneos y el Campeonato de España de Optimist en 1981; la Copa de España de Cruceros en 1986; el Campeonato del Mundo de Optimist en 1993; y la Copa España de Platú 25 en 2012.

## Deportistas
De su flota Snipe 252 han salido importantes regatistas como Sebastián Mesquida y Josep Pons .